# Complexo Penitenciário de Pedrinhas
O Complexo Penitenciário São Luís, anteriormente chamado de Penitenciária de Pedrinhas, é um conjunto de Unidades Prisionais, situada no 13 km da BR-135, Bairro Pedrinhas, na Cidade de São Luís, Maranhão, que integram o Presídio feminino, Centro de Custódia de Presos de Justiça de Pedrinhas (CCPJ), Casa de Detenção (Cadet), Presídio São Luís I e II, Centro de Triagem, o Centro de Detenção Provisória de Pedrinhas (CDP).

## História
Foi inaugurada em 12 de dezembro de 1965 durante a gestão do governador maranhense Newton de Barros Belo. O edifício fincou-se, num terreno acidentado, de natureza árida, quase imprópria para a agricultura. Seu funcionamento começou de forma precária e improvisado. A cozinha, por exemplo, era localizada numa pequena casa feita de taipa, coberta de telhas; o fogão, uma pequena caldeira funcionando a lenha; a luz era fornecida por um motor a óleo e a água era de poço.
Com o passar das décadas, a penitenciária passou a ter problemas de superlotação. Conjuntamente com o aumento da população carcerária, as condições do presídio se deterioraram, com presos amontoados em celas em péssimo estado de conservação, higiene, arejamento.

## Crise de Pedrinhas
Há diversos registros de rebeliões, de assassinatos entre os próprios internos ou de agentes penitenciários ao menos desde a década de 2000 e mais de 170 mortes de detentos entre 2007 e 2013. As fugas eram um problema recorrente.
Em novembro de 2010, uma rebelião vitimou 18 detentos. No ano seguinte, outra rebelião dentro do complexo resultou em 14 presos decapitados, além de outros mortos com outras mutilações. Em 2013, o Conselho Nacional de Justiça documentou 60 mortes de detentos, casos de tortura e de violência sexual contra familiares em dias de visita. Em janeiro de 2014, o complexo foi visitado por equipes de reportagens de vários veículos de comunicação onde foi mostrado as más condições nas quais os presos viviam.
Após relatórios de inspeção em Pedrinhas, o Procurador-Geral da República Rodrigo Janot disse que o governo do estado havia perdido o controle do presídio e cogitou solicitar intervenção federal. Segundo o relatório produzido pelo Conselho Nacional de Justiça, Pedrinhas era uma penitenciária superlotada controlada por três facções criminosas e um governo era omisso. 
Em novembro de 2013, após ações da polícia na penitenciária, foram promovidos ataques a ônibus, assaltos nos veículos, ataques a prédios públicos e incêndios em trailers da PM, que acabaram sendo desativados. Foi assassinado a tiros um policial reformado no bairro Maracanã e outro foi metralhado dentro de um posto da polícia durante o trabalho, enquanto estava sozinho.Em dezembro de 2013, a Força Nacional passou a atuar no reforço do policiamento no interior por um prazo de três meses.
Em 4 de janeiro de 2014, foram incendiados quatro ônibus em São Luís, deixando cinco pessoas ficaram feridas, dentre elas uma menina de seis anos, que morreu após ter 95% do corpo queimado. Os incêndios foram uma retaliação à operação "Pedrinhas em Paz" realizada pela Tropa de Choque da Polícia Militar e foram ordenados por presos integrantes de facções criminosas. No ano de 2014, ocorreram 17 mortes no presídio.
No início de 2014, foi montado um Comitê de Gestão Integrada entre o Ministério da Justiça e o governo do estado. Entre as medidas anunciadas estavam um mutirão para verificar os processos e reduzir a superlotação com a soltura daqueles que já haviam cumprido a pena, reforço do efetivo da Força Nacional, e um investimento de mais de R$ 1 milhão para a criação de novas vagas. Em setembro de 2014, foi ordenada a separação das facções por celas.
Em maio, setembro e outro de 2016, também foram registrados ataques a ônibus ordenados por membros de facções criminosas do presídio.
Em março de 2017, a Justiça Federal condenou o Estado a pagar uma indenização no valor de R$ 100 mil para as famílias dos 64 presos mortos entre janeiro de 2013 e janeiro de 2014 em unidades prisionais do Maranhão.
Em 2023, reportagem da Folha de São Paulo relatou que ocorreu uma significativa melhoria na segurança e estrutura de Pedrinhas, além de aumento de vagas para estudo e trabalho dos detentos, embora ainda ocorressem episódios de violência.